# Alkmaar
Alkmaar – miasto i gmina w północno-zachodniej Holandii, w prowincji Holandia Północna, zlokalizowane nad Kanałem Północnoholenderskim. Ośrodek przemysłowy (produkcja czekolady), handlowy (miejsce targów serowarskich) i kulturalny (muzeum piwa).

## Historia
Pierwsze wzmianki dotyczące Alkmaaru sięgają X w. 11 czerwca 1254 prawa miejskie nadał mu hrabia Wilhelm z Holandii. Sławę Alkmaarowi przyniósł 1573 r., gdy obrońcom miasta udało się odeprzeć Hiszpanów dowodzonych przez Ferdynanda Álvareza de Toledo, trzeciego księcia Alby, co okazało się być przełomowym momentem 80-letniej holendersko-hiszpańskiej wojny o niepodległość. Stąd wzięło się słynne w Holandii stwierdzenie „Bij Alkmaar begint de victorie” (pol. „zwycięstwo zaczyna się w Alkmaarze”). Od XVI w. rozpoczął się okres intensywnego rozwoju przemysłu browarniczego oraz warzelni soli. Na początku XIX w. zbudowano - przebiegający przez Alkmaar - Kanał Północnoholenderski, którego otwarcia dokonał w 1824 r. król Wilhelm I. Po II wojnie światowej miasto przeżywa okres intensywnego rozwoju. W latach 1970–2015 przyłączono do niego 18 okolicznych miejscowości. Populacja zwiększyła się z 40 tys. w 1950 r. do 93 tys. w 2015 r.

## Zabytki
- kościół pw. Św. Wawrzyńca z XV w. – XVI w.
- ratusz z XVI w. – XIX w.

## Sport
Alkmaar jest siedzibą klubu piłkarskiego AZ Alkmaar, grającego w Eredivisie, który dwukrotnie zdobywał mistrzostwo Holandii (w sezonach 1980/81 i 2008/09). W 2007 r. utworzono sekcję żeńską AZ (rozwiązaną w 2011 r., a reaktywowaną w 2023 r.). W mieście znajduje się welodrom, na którym co roku odbywają się mistrzostwa Holandii w kolarstwie torowym. Alkmaar było gospodarzem mistrzostw Europy w kolarstwie szosowym 2019.

## Miasta partnerskie
- Bath
- Darmstadt
- Troyes
- Tata
- Bergama
- Uitenhage